# Alexander Goldin
Alexander Goldin (sinh 27 tháng 2 năm 1964) là một đại kiện tướng cờ vua người Mỹ gốc Nga. Ông là nhà vô địch châu Mỹ năm 2003.
Goldin đạt được những thành công từ khi còn trẻ. Năm 1981 ông vô địch giải U18 Liên Xô. Ông đồng vô địch tại bán kết giải Vô địch Liên Xô ở Sevastopol năm 1986 (cùng một suất dự 1987 First League Final). Những thành công ở các giải đấu khác bao gồm vô địch World Open ở Philadelphia năm 1998 và 2001. Năm 2003 Goldin vô địch Giải vô địch cờ vua châu Mỹ ở Buenos Aires, xếp trên Giovanni Vescovi nhờ hơn hệ số phụ, khi cả hai cùng đạt 8,5/11 điểm.
Ở nội dung đồng đội, Goldin từng thi đấu bàn 3 cho tuyển Mỹ ở  Olympiad cờ vua 2004 tại Calvià và đạt 65% điểm số tối đa.